# Comuna Vereațea, Vînohradiv
Vereațea (în ucraineană Веряця, în maghiară Veréce) este o comună în raionul Vînohradiv, regiunea Transcarpatia, Ucraina, formată din satele Racoșei și Vereațea (reședința).

## Demografie
Componența lingvistică a comunei Vereațea
     Ucraineană (98,64%)
     Alte limbi (1,33%)
Conform recensământului din 2001, majoritatea populației comunei Vereațea era vorbitoare de ucraineană (98,64%), existând în minoritate și vorbitori de alte limbi.